# 8 juin 1992
Le lundi 8 juin 1992 est le 160e jour de l'année 1992.

## Naissances
- Aldemir da Silva Júnior, athlète brésilien
- Conor Sheary, hockeyeur sur glace américain
- Eldin Demirović, joueur français de volley-ball
- Hugo Garcia, gardien international angolais de rink hockey
- Liam Gill, joueur de rugby australien
- Mike te Wierik, footballeur néerlandais
- Sami Hill, joueuse américaine de water-polo

## Décès
- Atef Bseiso (né le 23 août 1948), officiel palestinien
- Farag Fouda (né le 20 août 1945), agronome, homme politique, penseur, journaliste
- Ottfried Neubecker (né le 22 mars 1908), héraldiste et vexillologue allemand
- Sakae Ōba (né le 21 mars 1914), capitaine de l'armée impériale japonaise

## Événements
- L'écrivain égyptien Farag Foda est assassiné dans un attentat perpétré par le groupe islamiste Al-Gama'a al-islamiyya. Ses travaux sur l'Islam et le Coran avaient suscité la colère des autorités religieuses.
- Investiture du président malien Alpha Oumar Konaré
- Sortie de l'album Angel Dust de Faith No More
- Sortie de la chanson Blue Room du groupe The Orb
- Sortie du jeu vidéo Chakan
- Fin du Critérium du Dauphiné libéré 1992
- Sortie de la chanson Even Better Than the Real Thing du groupe U2
- Sortie de l'album The Crimson Idol du groupe WASP
- Début du Classic de Birmingham 1992